# Дзеркало сцени
«Дзеркало сцени» — премія України у галузі театрального мистецтва, яка вручається за успішні недержавні і нерепертуарні постановки. Концепція премії передбачає креативні та художні відкриття у сучасному українському театрі, підтримку та популяризацію інноваційних проєктів та перспективних митців. Серед експертів премії — критики, політики, блогери, театральні оглядачі.
Премія започаткована 2016 року театральним та кіно журналістом, мистецьким оглядачем, письменником, публіцистом, редактором відділу культури тижневика «Дзеркало тижня», педагогом, заслуженим журналістом України, член Національних спілок театральних діячів та журналістів України — Олегом Вергелісом.
Медійний майданчик премії — суспільно-політична газета «Дзеркало тижня».

## Концепція
Премію започаткована редактором відділу культури видання «Дзеркало тижня» Олегом Вергелісом. Ідея назви — «Дзеркало сцени» — актор Львівського академічного театру ім. Леся Курбаса Андрій Водічев.
Нагорода представляє собою ексклюзивну символічну статуеткуа «Дзеркало сцени» (скульптор Валентин Осадчий) та грошова премія. Церемонія нагородження — березень, напередодні Всесвітнього дня театру. Партнери премії: Національна спілка театральних діячів України та Фестиваль молодої режисури ім. Леся Курбаса. Меценати премії: Михайло Кухар, Сергій Довгаль та Олександр Кам'янець.
Вперше премію «Дзеркало сцени» було вручено 2016-го (за підсумками 2015 року). Нагорода тяжіє до європейської традиції театральних відзнак, безпосередньо пов'язаних із серйозними виданнями (наприклад, театральна премія газети «Evening Standard» (м. Лондон, Велика Британія).
На меті премії «Дзеркало сцени» — популяризація та медійне ствердження нових сценічних трендів, нових активних талановитих людей, які й визначають пейзаж сучасного українського театру.
Щороку премія свідомо змінювала свою тематику, аби вона не зашкарубла у форматних стереотипах. І щороку кількість номінацій-переможців свідомо не збільшувалося. Лауреати премії — активні гравці на театральній мапі України.

## Хронологія
| Фестиваль | Рік  | Кількість учасників | Тематика                                                  | Лауреат                                                                                                   |
| --------- | ---- | ------------------- | --------------------------------------------------------- | --- |
| I         | 2016 | 4                   | «Найкращий незалежний український театральний проєкт»     | Арт-проєкт «Оскар і Рожева Пані» режисера Ростислава Держипільського та актриси Ірми Вітовської           |
| II        | 2017 | 5                   | «Молода українська режисура»                              | Режисер Іван Уривський за виставу «Украдене щастя» (Театр «Золоті ворота»)                                |
| III       | 2018 | 20                  | «Найкращі роботи молодих київських акторів» (до 30 років) | Акторський ансамбль вистави «12 ніч, або що захочете» режисера Дмитра Богомазова (Театр на Лівому березі) |
| IV        | 2019 | 10                  | «Акторська харизма»                                       | Акторка Віталіна Біблів за роль у виставі «Фрекен Юлія» (реж. Іван Уривський, Театр «Золоті ворота»)      |

## Історія
I театральна премія «Дзеркало сцени» (2016)
Тематикою «Дзеркала сцени — 2016» року було обрано «Найкращий незалежний український театральний проєкт». Серед яскравих мистецьких проявів, які сталися протягом 2015-го, розглядалися «Театр переселенця» (реж. Георгій Жено й драматург Наталя Ворожбит): «проєкт, який сколихнув серця, втягнув у структуру документального театру не акторів, а людей, що стали вимушеними внутрішніми мігрантами»; сучасний балет «Stabat Mater» (арт-компанія Дениса й Альони Матвієнків, хореограф Едвард Клюг): «ця постановка на сцені Палацу мистецтв «Україна» здобула захоплену пресу та прекрасні відгуки шанувальників європейського балету. Творці зуміли засобами сучасної хореографії розкрити біблійну історію Христа, його скорботної Матері»; арт-проєкт «Мистецтво війни», представлений на Gogolfest режисером Владом Троїцьким і піаністом Олексієм Ботвиновим «На основі трактату Сунь-Цзи, на основі китайської мудрості виник цікавий багатоплановий музичний перформанс»; й театральний арт-проєкт «Оскар і Рожева пані», що об'єднав театралів і музикантів з різних міст України: Івано-Франківська, Києва, Харкова («У знамениту книжку Еріка-Емманюеля Шмітта ніби вдихнули нове життя: розфарбували її дитячими снами, наповнили щемливою музикою „Океану Ельзи“»).
Перемогу здобув проєкт, що розвиває благодійну місію, допомагаючи тяжкохворим дітям — «Оскар та Рожева пані» режисера Ростислава Держипільського із Ірмою Вітовської в ролі Рожевої пані.
II театральна премія «Дзеркало сцени» (2017)
З 2017 року до партнерства премії долучилися Національна спілка театральних діячів України (голова — Богдан Струтинський) та Фестиваль молодої режисури імені Леся Курбаса (ідеолог — Ганна Веселовська, театрознавець, викладач КНУКіТ ім. І. Карпенка-Карого, керівник напряму експертно-аналітичної діяльності НСТДУ).
«Дзеркало сцени — 2017» звернулося до «Молодої української режисури». До шорт-листа увійшли Іван Уривський, Влада Белозеренко, Давид Петросян, Дмитро Весельським та Дмитро Гусаков, які поставили свої вистави у київських театрах «Золоті ворота», Молодому театрі, «ДАХ».
Нагородження відбулося 5 квітня 2017 року у Київському театрі «Золоті ворота» по завершенню вистави-переможниці — лауреатом став Іван Уривський за виставу «Украдене щастя», поставлену до 160-річчя з дня народження Івана Франка. По церемонії нагородження художній керівник київського театру на Подолі Віталій Малахов запропонував молодому режисеру поставити виставу в новій будівлі театру. Задум було реалізовано у лютому 2020 року — Іван Уривський реалізував на сцені Театр на Подолі виставу «Камінний господар» за Лесєю Українкою.
III театральна премія «Дзеркало сцени» (2018)
«Найкращі роботи молодих київських акторів» (до 30 років) потрапити до розгляду «Дзеркала сцени — 2018», та складалися з яскравих робіт акторів у виставах Молодого театру, Малого театру, «Золотих воріт», Театру драми і комедії, Театру імені Лесі Українки, Театру «Актор». Перелік сягнув 20 імен, з яких експерти виокремили молодий акторський ансамбль у виставі «Дванадцята ніч», яка стала одним з хітів 2017 року, до того ж чимало акторів саме з цього проєкту увійшли до лонглиста премії.
IV театральна премія «Дзеркало сцени» (2019)
Останнім з проведених нагороджень стало дослідження «Акторської харизми» «Дзеркала сцени — 2019». До числа ТОР-10 українських харизматичних акторів увійшли Віталіна Біблів, В'ячеслав Довженко, Володимир Заєць, Римма Зюбіна, Наталія Кобізька, Вова Кравчук, Дмитро Рибалевський, Ірина Ткаченко, Іван Шаран, Євген Щербань.
Майже половина опитаних експертів серед найкращих назвали акторську харизму Віталіни Біблів, відмічаючи її довершений сценічний образ у виставі «Фрекен Юлія» за п'єсою Августа Стріндберга у постановці Івана Уривського у театрі «Золоті ворота». Саме Віталіна Біблів і стала лауреатом 2019 року.

## Лауреати та номінанти
Переможці виділені окремим кольором
| Рік  | Фотографія лауреатів | Лауреати і номінанти |
| ---- | --- | --- |
| 2016 | | • Театральний арт-проєкт «Оскар і Рожева Пані» режисера Ростислава Держипільського та актриси Ірми Вітовської |
| 2016 | • Проєкт «Театр переселенця» Георга Жено і Наталії Ворожбит | |
| 2016 | • Балет «Stabat Mater» Дениса Матвієнка і Едварда Клюга | |
| 2016 | • Арт-проєкт «Мистецтво війни» Влада Троїцького і Олексія Ботвінова | |
| 2017 | | • Режисер Іван Уривський за виставу «Украдене щастя» (Театр «Золоті ворота») |
| 2017 | • Режисерка Влада Белозеренко за виставу «Це все вона» (Молодий театр) | |
| 2017 | • Режисер Давид Петросян за виставу «Буна» (спільний проєкт театрів «ДАХ» та «Practicum») | |
| 2017 | • Режисер Дмитро Весельським за виставу «Поступися місцем» (Молодий театр) | |
| 2017 | • Режисер Дмитро Гусаков за виставу «Чудернацькі забавки на даху» (Театр «Золоті ворота») | |
| 2018 | | • Акторський ансамбль вистави «12 ніч, або що захочете» (реж. Дмитро Богомазов, Київський театр на лівому березі): Макар Тихомиров, Марія Заниборщ, Анастасія Пустовіт, Христина Люба, Олександр Рудинський, Павло Шпегун, Олександр Коваль, Олександр Бегма, Михайло Дадалев, Євген Григор'єв, Олександр Боднар, Артем Шемет, Максим Кириченко, Борис Савенко, Ганна Павлик, Олег Гоцуляк |
| 2018 | • Артем Анаманюк («Гагарін і Барселона») | |
| 2018 | • Єлизавета Бакуліна («Холодна м'ята») | |
| 2018 | • Анастасія Блажчук («Нагадай собі згадати») | |
| 2018 | • Любомир Валівоць («Місто») | |
| 2018 | • Марія Демочко за роль Дюймовочки (вистава «Дюймовочка» за однойменною казкою Ганса Крістіана Андерсена; реж. Ірина Зільберман, Київський академічний театр юного глядача на Липках) | |
| 2018 | • Олексій Дорічевський («Віталік») | |
| 2018 | • Анастасія Євтушенко («Саша, винеси сміття») | |
| 2018 | • Оксана Жданова («Життя попереду») | |
| 2018 | • Світлана Косолапова («Подорож Аліси до Швейцарії») | |
| 2018 | • Марина Кошкіна за роль Барселони (вистава «Гагарін і Барселона» за оповіданнями «Гагарін та Барселона» Руслана Горового; «Тато, Ваш син — вегетаріанець» Любко Дереша,; «Територіальні води її ванни» Сергія Жадана; «Ще один гарний день» Юрія Винничука; «Поцілунок у сідниці» та «Два квитки до опери» Євгенії Кононенко; режисерського курсу університету ім. Карпенка-Карого (Марія Лук’янова, Ілля Полоз, Лідія Філовська, Марі Акопян, Наталія Сиваненко) під худ. керівництвом Андрія Білоуса, Київський академічний Молодий театр) | |
| 2018 | • Антон Соловей («Тату, ти мене любив?») | |
| 2018 | • Христина Федорак («Тату, ти мене любив?») | |
| 2018 | • Анатоль фон Філандра («Двоє на гойдалці») | |
| 2018 | • Євген Храмцов («Ціна») | |
| 2018 | • Іван Шаран за роль Йосипа Сталіна (вистава «Сьогодні вечері не буде» за мотивами третьої частини п’єси «Хворі» Антоніо Аламо; реж. Жуль Одрі (Франція), Київський академічний театр «Золоті ворота») | |
| 2019 | | • Віталіна Біблів («Фрекен Юлія», театр «Золоті ворота») |
| 2019 | • В'ячеслав Довженко («Дівчинка з ведмедиком», Київський академічний драматичний театр на Подолі) | |
| 2019 | • Володимир Заєць («Кицюня», «Дикий Театр») | |
| 2019 | • Римма Зюбіна («Схід—Захід», Театр «Актор») | |
| 2019 | • Наталія Кобізька («Жінко, сядь», «Дикий Театр») | |
| 2019 | • Вова Кравчук («Погані дороги», «Номери», «Кицюня», «Сцена 6») | |
| 2019 | • Дмитро Рибалевський («Ідіот», «Коріолан», Національний академічний драматичний театр імені Івана Франка) | |
| 2019 | • Ірина Ткаченко («Москалиця», Київський національний академічний театр оперети) | |
| 2019 | • Іван Шаран («Земля», «Коріолан», Національний академічний драматичний театр імені Івана Франка) | |
| 2019 | • Євген Щербань («Загадкове нічне вбивство собаки», Національний академічний театр російської драми імені Лесі Українки) | |